# Campeonato Superregional Astur-Gallego
El Campeonato Superregional Grupo 1º (Galicia-Asturias), también llamado popularmente Campeonato Mancomunado Astur-Gallego o Galaico-Astur, fue un torneo interterritorial de fútbol de carácter oficial jugado por clubes gallegos y asturianos durante las temporadas 1934/35 y 1935/36. Estaba situado jerárquicamente por encima del Campeonato de Galicia y del Campeonato Regional de Asturias, de modo que los clubes que tomaban parte en el superregional no participaban en el campeonato gallego ni en el asturiano. 

## Historia
En 1934, la asamblea de la Federación Española de Fútbol aprobó una reestructuración de las competiciones futbolísticas, mediante la cual se crearon una serie de Campeonatos Superregionales en todo el país, jerárquicamente situados por encima de los campeonatos regionales organizados por las federaciones territoriales que se habían disputado tradicionalmente hasta ese momento. Galicia y Asturias fueron incluidas en el Grupo 1º, aportando tres equipos cada una, formando así un campeonato de seis equipos.
La edición de 1934/35 se vio interrumpida por causa de la Revolución de Asturias de 1934, dividiéndose la competición en dos grupos: el asturiano y el gallego, en los que resultaron ganadores el Oviedo F.C. y el Celta de Vigo respectivamente. Al año siguiente se volvió a disputar el campeonato, de esta vuelta sin los problemas del año anterior, proclamándose campeón el Oviedo F.C. y subcampeón el Unión Sporting Club de Lavadores.
El 29 de mayo de 1936, gallegos y asturianos solicitaron la división del grupo superregional ante la Asamblea anual de la Federación Española de Fútbol, síendoles concedida.

## Campeones
| Temporada                                            | Campeón                                              | Resultado                                            | Subcampeón                                           | Notas                                                |
| Campeonato Superregional Grupo 1º (Galicia-Asturias) | Campeonato Superregional Grupo 1º (Galicia-Asturias) | Campeonato Superregional Grupo 1º (Galicia-Asturias) | Campeonato Superregional Grupo 1º (Galicia-Asturias) | Campeonato Superregional Grupo 1º (Galicia-Asturias) |
| ---------------------------------------------------- | ---------------------------------------------------- | ---------------------------------------------------- | ---------------------------------------------------- | ---------------------------------------------------- |
| 1934-35                                              | Oviedo F. C.                                         |                                                      | S. C. Gijón                                          | Zona asturiana                                       |
| 1934-35                                              | Club Celta                                           |                                                      | C. D. La Coruña                                      | Zona gallega                                         |
| 1935-36                                              | Oviedo F. C.                                         |                                                      | Unión S. C.                                          |                                                      |